# Cox Bluff
Cox Bluff är ett berg i Australien. Det ligger i regionen Huon Valley och delstaten Tasmanien, i den sydöstra delen av landet, omkring 120 kilometer sydväst om delstatshuvudstaden Hobart. Toppen på Cox Bluff är 484 meter över havet, eller 103 meter över den omgivande terrängen. Bredden vid basen är 1,6 km.
Trakten är glest befolkad. Det finns inga samhällen i närheten. 
Genomsnittlig årsnederbörd är 2 008 millimeter. Den regnigaste månaden är juli, med i genomsnitt 245 mm nederbörd, och den torraste är februari, med 85 mm nederbörd.